# Chasmistes liorus mictus
Chasmistes liorus mictus is een ondersoort van de straalvinnige vissen uit de familie van de zuigkarpers (Catostomidae). De wetenschappelijke naam van de soort is voor het eerst geldig gepubliceerd in 1981 door Miller & Smith.